# Jaguar AJ-V8

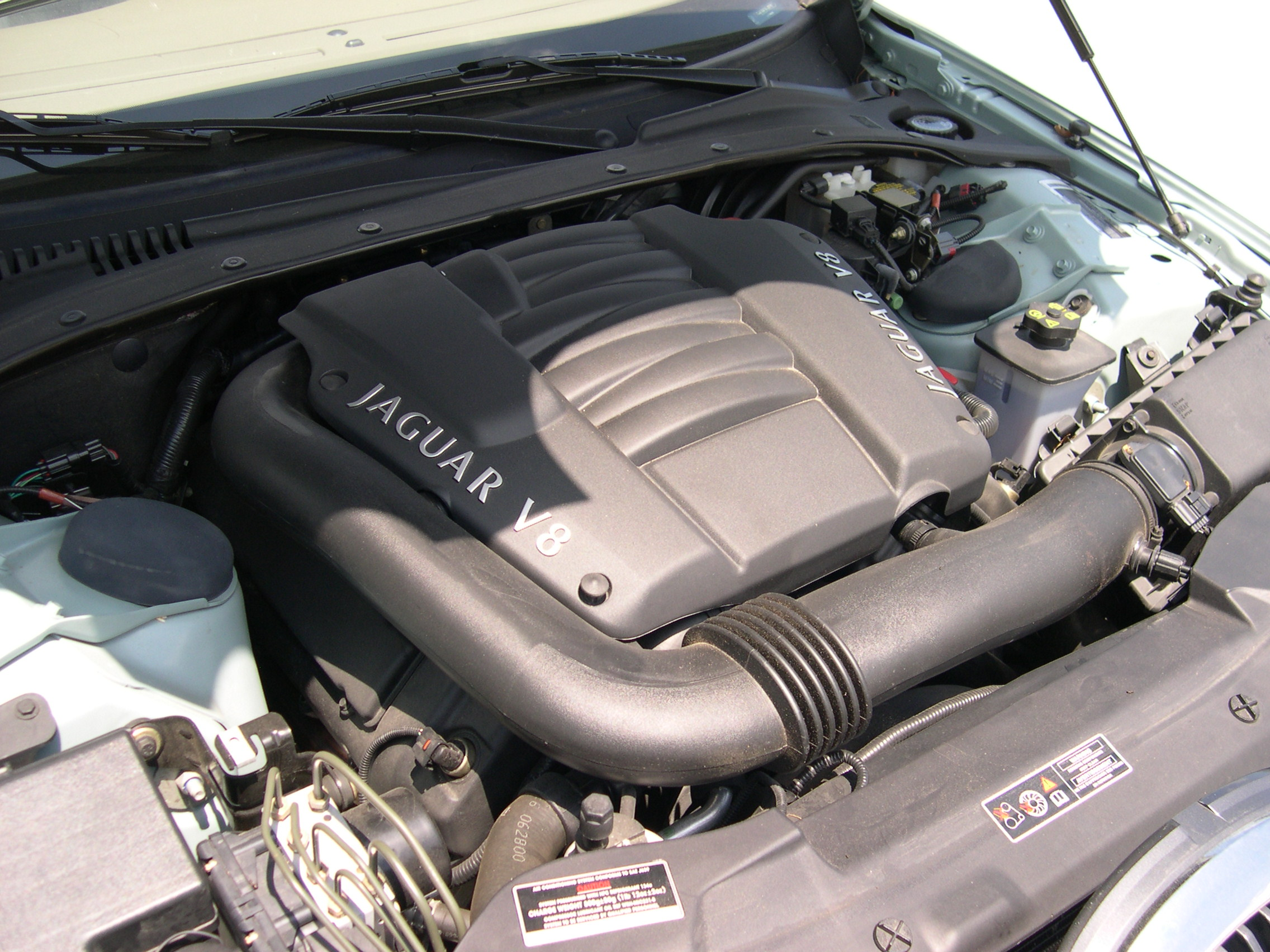
AJ-V8 im Jaguar S-Type

Der Jaguar AJ-V8 ist ein kompakter DOHC-V8-Ottomotor, der in Automobilen der Marken Jaguar, Land Rover und Lincoln (Ford) eingesetzt wird. Es handelt sich beim AJ-V8 erst um die vierte von Jaguar selbst entwickelte Motorengeneration.
Das AJ-V8-Aggregat ersetzte den Reihensechszylinder AJ6 (AJ16) und auch den V12 in allen Jaguar-Fahrzeugen ab 1997. Erst später kamen weitere Motorvarianten zum Einsatz. Eingebaut wurde er in den verschiedenen Baureihen bei Jaguar wie dem XJ8, dem XK8 (X100), später dem XK (X150), dem S-Type und dem F-Type. Weiterhin gab und gibt es ihn in verschiedenen Land Rover-Ausführungen, im Lincoln LS und im Ford Thunderbird.
Gefertigt wird der AJ-V8 in Bridgend. Eine Version wird jedoch in Köln gebaut und kommt seit 2003 exklusiv bei Aston Martin zum Einsatz. Sie hat mit dem ursprünglichen Jaguar-Triebwerk kaum Teile gemeinsam. In Bridgend werden 3.5 bis 5.0L-V8 auf Basis des AJ-V8 gebaut. Die Jaguar-Abteilung ist als eigenständige Abteilung im Ford-Motorenwerk untergebracht.

## Besonderheiten des AJ-V8
Der V8 wiegt ca. 200 kg. Er war einer der ersten Serienmotoren, bei denen der Ansaugtrakt aus Kunststoff anstatt traditionell aus Aluminium gefertigt wurde. Außerdem wurde bei den frühen Modellen die Common-Rail-Einspritzung mit in den Krümmer eingegossen, was Bauteile und Fertigungsprozesse einsparte. Die Saugversion des Motors hat eine Nockenwellenverstellung. Bei der Kompressorversion (SC für Supercharger, oder S) bringt diese wegen der höheren Drücke im Ansaugrohr keine Vorteile, weswegen darauf verzichtet wurde.

## Motive und Überlegungen im Vorfeld der Entwicklung
Als Jaguar noch zum British Leyland Konzern gehörte, wollte man das Jaguar-Management dazu bewegen, den Rover-V8 anstatt des V12 einzusetzen, was man aber bei Jaguar als Angriff auf die Souveränität sah. Der Rover V8, der auf einem Buick-Triebwerk basierte, galt als wenig kultiviert. Dies hatte zur Folge, dass die Karosserie der Limousine XJ40 von vornherein so gestaltet wurde, dass der Rover-V8 auf keinen Fall hineingepasst hätte.
Jaguars 6-Zylinder AJ6 und AJ16 hatten eine sehr gute Laufkultur und leisteten kaum weniger als der V12. Der V12 war prestigeträchtiger, jedoch ein sehr großes Aggregat, das enorm viel Platz brauchte.
Zukünftige Entwicklungen sollten in Richtung eines kürzeren Motors gehen, um die Knautschzone zu verlängern und so Sicherheitsreserven zu schaffen. Weiterhin sollte das Zylinderkopfdesign ein schnelles Erreichen der Betriebstemperatur ermöglichen, um den Komfort zu steigern, aber auch um den Schadstoffausstoß zu verringern. Ebenso sollten der Wirkungsgrad gesteigert und Reibungsverluste gemindert werden, um Flottenverbrauch und Emissionswerte besser kontrollieren zu können.

## Entwicklungsgeschichte des AJ-V8 – das Projekt AJ12
Mit diesen oben genannten Vorgaben wurden einige Alternativen untersucht, so auch ein V6 – als „abgeschnittener“ V12, der den Leistungsverlust mit zwei Turboladern ausgleichen sollte, einen Zweitakt-V6-Motor, der dieselbe Laufruhe des V12 haben sollte, da er ja dieselbe Anzahl an Zündungen pro Motorumdrehung hat. Unter dem internen Code „AJ12“ wurde ein Einzylindermotor gebaut, um verschiedene Optionen für Brennraum, Ein- und Auslass- und Nockenwellenoptionen testen zu können. Die Daten zeigten, dass ein Zylindervolumen von 500 cm³ mit um 26° geneigten Ein- und Auslasskanälen und vier Ventilen das beste Ergebnis bei Effizienz und Performance lieferte. Diese Erkenntnisse flossen jedoch nicht sofort in den Bau des AJ12 ein, sondern die Daten wurden verwendet, um mehrere Konfigurationen auf Basis eines modularen Motorendesigns zu studieren: vor allem einen Vierliter-Achtzylinder, einen Dreiliter-V-Sechszylinder, aber auch einen Zweiliter-Reihenvierzylinder, einen Fünfliter-V10 und schließlich einen Sechsliter-V12. Die gesammelten Daten zeigten jedoch deutlich, dass man sich auf V6-, V8- und V12-Motoren konzentrieren sollte. Dieses Projekt wurde nun offiziell AJ26 genannt (6 + 8 + 12 = 26).

## Entwicklungsgeschichte des AJ-V8 – das Projekt AJ26
Chefentwickler Dave Szczupak und sein Team hatten im Jaguar-Entwicklungszentrum in Whitley enorm viel Entwicklungsarbeit in das V8-Triebwerk gelegt, um einen Motor zu bauen, der auch von potentiellen Kunden als Jaguar-Motor empfunden wurde, denn der V12 und auch der Reihensechser AJ6 (AJ26) galten als sehr kultiviert und laufruhig. Jaguar war zu dem Zeitpunkt unabhängig und finanziell nicht gerade in der Lage, größere Summen in die Entwicklung zu investieren. Ford kaufte Jaguar im Jahre 1990, was drastische Änderungen in Entwicklung und Fertigung brachte.
Zur weiteren Entwicklungsgeschichte des AJ-V8 werden zwei verschiedene Versionen kolportiert.

## Alternative Entwicklungsgeschichten des AJ26 nach Fords Einstieg bei Jaguar

### Version 1
Ford sah sich die bisherigen Entwicklungsdaten des AJ-V8 an, war soweit beeindruckt und gab Jaguar die benötigten Gelder, um die Entwicklung zur Serienreife zu tätigen, nur mit der Auflage, man möge sich auf den V8 beschränken.

### Version 2
Ford wollte das Jaguar-Management dazu bewegen, sämtliche Ansätze zur Entwicklung eigener Motoren zu stoppen. Man solle sich in Zukunft mit Motoren aus dem Konzern bedienen. Jaguar bekam jedoch ein Budget bewilligt, um die variable Nockenwellensteuerung (VVT) für den eben neu entwickelten Ford V8 zu entwickeln, um das Aggregat zu kultivieren. Jaguar nahm das Geld wohl an, arbeitete damit aber weiter am AJ-V8 und schickte den Motor dann, sehr zum Missfallen des Ford-Konzerns, ins Entwicklungszentrum in Dearborn, wo es gegen den Ford-V8 getestet wurde. Das Jaguar-Triebwerk schnitt bei Leistung, Laufruhe und Drehmoment viel besser als der Konzernbruder ab. Jaguar bekam daraufhin den Auftrag, eine abgespeckte Version auch für den Lincoln LS zu entwickeln. Fords eigener V8 wurde nunmehr in Nutzfahrzeugen verbaut.

## Weitere Entwicklungen
Vom AJ26 gab es noch weitere Entwicklungen. Im Folgenden wurde die variable Nockenwellensteuerung weiterentwickelt und verschiedene Versionen mit Hubräumen von 3,2 bis 5,0 Liter auch mit alternativem Ölsumpf gebaut. Alle Versionsbezeichnungen (AJ26, AJ27 etc.) werden unter den Motortypen „AJ-V8“ zusammengefasst von Jaguar kommuniziert. Oft wird der AJ-V8 auch in einer Kompressorvariante mit einem Schraubenkompressor von Eaton und einem wassergekühlten Ladeluftkühler betrieben.

## AJ-V8 Gen III
Der aktuelle AJ-V8 Gen III 5,0-Liter-Ottomotor leistet als Saugmotor mit Direkteinspritzung 283 kW (385 PS). Der Kraftstoffverbrauch liegt im kombinierten Zyklus bei 11,4 Liter/100 km und der CO2-Ausstoß bei 269 g/km. Dies wurde durch ein komplettes Re-Engineering erreicht, aber auch durch eine mit sehr hohem Druck arbeitende Direkteinspritzung. Beide Versionen (Saugmotor und Kompressorversion) des AJ-V8 Gen III erreichen die Abgasvorgaben EU5 und US ULEV.

## Übersicht AJ-V8 Motor und Baureihen
| Motor  | Hubraum [l] | Zeitraum                        | kW  | PS  | Nm  | Merkmal                                           | Fahrzeuge |
| ------ | ----------- | ------------------------------- | --- | --- | --- | ------------------------------------------------- | --- |
| AJ26   | 4,0         | 1997–1998                       | 216 | 294 |     | VVT (Variable Valve Timing)                       | Daimler V8, XJ8, XK8, Vanden Plas                                                                                 |
| AJ27   | 4,0         | 1999–2003                       | 216 | 294 |     | CVVT (Continuous Variable Valve Timing)           | Daimler V8, Jaguar XJ8, XK8, Vanden Plas                                                                          |
| AJ28   | 4,0         | 1999–2002                       | 210 | 286 |     | P-Tech ECU, Ansaugweg vorne                       | Jaguar S-Type |
| AJ26S  | 4,0         | 1998–1999                       | 276 | 375 | 525 | SC, kein VVT                                      | Jaguar XKR, Jaguar XJR, Vanden Plas supercharged, Daimler Super V8                                                |
| AJ27S  | 4,0         | 2000–2003                       | 276 | 375 | 525 | SC, kein VVT                                      | Jaguar XKR, Jaguar XJR, Vanden Plas supercharged, Daimler Super V8                                                |
| 3.2    | 3,2         |                                 |     |     |     |                                                   | Jaguar XJ – kein US-Export                                                                                        |
| 3.5    | 3,5         |                                 | 195 | 265 | 345 |                                                   | Jaguar XJ8 3.5 |
| AJ30   | 3,9         | 2000–2003                       | 188 | 256 | 362 |                                                   | Lincoln LS, Ford Thunderbird                                                                                      |
| AJ35   | 3,9         | 2003–2006                       | 209 | 284 | 388 |                                                   | Lincoln LS, Ford Thunderbird, Ford Forty Nine Concept                                                             |
| AJ33   | 4,2         | 2003–2003                       | 219 | 298 | 411 |                                                   | Jaguar XK-Series (X100)                                                                                           |
| AJ34   | 4,2         | seit 2003                       | 224 | 305 | 420 |                                                   | Jaguar XK-Series (X100, X150), S-Type, XJ8, XF                                                                    |
| AJ34S  | 4,2         | seit 2003                       | 291 | 396 | 541 | SC                                                | Jaguar XKR (X100, X150), XJR, Super V8, S-Type R, Daimler Super 8, Jaguar XF                                      |
| AJ34S  | 4,2         | 2006–2009                       | 290 | 394 | 550 | SC, alt. Ölsumpf                                  | Land Rover Range Rover (L322), Land Rover Range Rover Sport I (L320) beide Motorcode 428PS – für Motorcodes siehe |
| AJ41   | 4,4         | 2005–2006                       | 227 | 299 | 427 | alt. Ölsumpf                                      | Land Rover Range Rover (L322), Range Rover Sport I (L320), Land Rover Discovery III (L319); alle Motorcode 448PN  |
| AM 43  | 4,3         | 2005–2008                       | 283 | 385 | 409 | Trockensumpf                                      | Aston Martin V8 Vantage                                                                                           |
| AM 47  | 4,7         | seit 2008                       | 310 | 422 | 470 | Trockensumpf                                      | Aston Martin V8 Vantage                                                                                           |
| AJ133  | 5,0         | 2009–2013                       | 276 | 375 | 510 |                                                   | Land Rover Discovery 4                                                                                            |
| AJ133  | 5,0         | 2009–2014                       | 283 | 385 | 515 | neues VVT                                         | Jaguar XK, XF |
| AJ133  | 5,0         | seit 2009                       | 287 | 500 | 520 | alt. Ölsumpf                                      | Range Rover (L322), Range Rover Sport I (L320); beide Motorcode 508PS                                             |
| AJ133  | 5,0         | seit 2013                       | 375 | 510 | 525 |                                                   | Range Rover (L405, L460 – Motorcode 508PS), Range Rover Sport                                                     |
| AJ133S | 5,0         | seit 2009                       | 380 | 517 | 625 | neues VVT                                         | Jaguar XKR, XFR                                                                                                   |
| AJ133S | 5,0         | 2010                            | 390 | 530 | 625 | ZF 6HP                                            | Jaguar XKR 75 |
| AJ133S | 5,0         | 2013–2014                       | 364 | 495 | 625 | ZF 8HP                                            | Jaguar F-Type V8 S                                                                                                |
| AJ133S | 5,0         | seit 2014, 2013–2014, 2013–2015 | 405 | 550 | 680 |                                                   | Jaguar F-Type R Coupe, XKR-S (X150), XFR-S (X250)                                                                 |
| AJ133S | 5,0         | seit 2014                       | 405 | 550 | 680 | Allradantrieb, ZF 8HP                             | Range Rover SVR                                                                                                   |
| AJ133S | 5,0         | seit 2016                       | 423 | 575 | 700 | Sportversion m. Titan-Inconel Abgasanlage, ZF 8HP | Jaguar F-Type SVR                                                                                                 |

## Kettenspannerproblematik
Frühere Versionen des AJ-V8 neigten zu erhöhtem Verschleiß am Kettentrieb und vorzeitigem Defekt der Kunststoff-Kettenspanner. Ab dem 13. August 2001 wurden in allen Triebwerken Metall-Kettenspanner verbaut. Motoren ab der Seriennummer 0108140000 verfügen grundsätzlich über Metall-Kettenspanner, die als langlebig und unproblematisch gelten.